# Rhinosimus depressifrons
Rhinosimus depressifrons is een keversoort uit de familie platsnuitkevers (Salpingidae). De wetenschappelijke naam van de soort werd in 1983 gepubliceerd door Nikolay Borisovich Nikitskiy & Belov.